# All-American Bitch
«All-American Bitch» (с англ. — «Всеамериканская стерва»; стилизовано строчными буквами) — песня американской певицы и автора Оливии Родриго. Она является вступительной первой композицией её второго студийного альбома Guts (2023), который был выпущен 8 сентября 2023 года на лейбле Geffen Records. Родриго написала её вместе со своим продюсером Дэном Нигро. Фолк-песня, переходящая в середине альбома в поп-панк, «All-American Bitch» была написана под впечатлением от эссе Джоан Дидион, в котором использовались заглавные слова. Её текст посвящён ожиданиям, которые общество возлагает на женщин.

## История
После коммерческого успеха дебютного студийного альбома Sour (2021) Оливия Родриго продолжила сотрудничество с Дэном Нигро, который спродюсировал все композиции альбома. Следующий альбом, Guts (2023), был задуман, когда ей было 19 лет, год, который она описала как «много путаницы, ошибок, неловкости и старого доброго подросткового ангста». Альбом и его название были анонсированы 26 июня 2023 года, а главный сингл, «Vampire», вышел четыре дня спустя. Песня достигла первого места в разных странах, включая США, где стала её третьим синглом номер один в Billboard Hot 100. «Bad Idea Right?» была выбрана в качестве последующего сингла.
Родриго написала песню «All-American Bitch» («всеамериканская стерва (сука)») вместе с Нигро.[10] В интервью для Apple Music она сказала Зейну Лоу: «Я очень люблю эту песню […] Это одна из моих любимых песен, которые я когда-либо писала. Мне очень нравится её текст, и я думаю, что она выражает то, что я пыталась выразить с 15 лет, этот подавленный гнев и чувство растерянности или попытку загнать себя в рамки как девушку». Песня начиналась на фортепиано, но в итоге была превращена в «интенсивную рок-песню». Родриго заявила, что название было взято из эссе американской писательницы Джоан Дидион в «The White Album»: «[…] она писала о хиппи в Сан-Франциско и о побегах из дома. Один из беглецов рассказывал о своей маме, вернувшейся домой, и говорил, что она была „всеамериканской сукой“. Я подумала: „Вау, это так круто“. Это такой провокационный набор слов. На следующий день я села за пианино и написала „All-American Bitch“… Никогда не знаешь, по какой траектории пойдёт песня». 1 августа 2023 года Родриго обнародовал треклист Guts, в котором «All-American Bitch» значилась в качестве первого трека. Песня была выпущена в качестве трека Guts 8 сентября 2023 года лейбле Geffen Records. Релиз сопровождался репетиционным видео, на котором Родриго одета в футболку с изображением Фионы Эппл.

## Композиция
По словам Джейсона Липшутца из Billboard, «All-American Bitch» начинается как «пронизанный ветром фолк-гимн, а затем резко превращается в поп-панк-трэшер». В тексте песни отдаётся дань уважения тому, что от молодых женщин ожидается, что они никогда не покажут своего несчастья, и в её исполнение включены крики Родриго. Родриго начинает петь под мягкие гитарные переборы, подробно описывая образ совершенства: «Я лёгкая, как пёрышко, и жёсткая, как доска, / Я обращаю внимание на вещи, которые большинство людей игнорируют». Во время припева, в котором звучат ударные и гитара, её речь становится более агрессивной: «Я прощаю и забываю / Я знаю свой возраст и веду себя соответственно». Родриго берёт мягкий тон в куплетах и яростный — в припевах. Родриго включает в песню слова о том, что от женщин ожидают сдерживания гнева, иначе их назовут слишком эмоциональными. Некоторые вокальные партии в этой песне сравнивали с Аврил Лавин и Аланис Мориссетт. Строки финала пародируют несколько речей, с которыми она уже выступала на вручении премии: «Все время я благодарна, все время я благодарна/ Я сексуальна и я добра/ Я красива, когда плачу».

## Отзывы
В рейтинге всех песен альбома Guts Липшутц назвал «All-American Bitch» вторым лучшим треком и заявил: «эта композиция является открытием альбома, которое в очередной раз демонстрирует исключительный дар Родриго к преломлению жанров». Он сравнил песню с треком Sour «Brutal» и выразил мнение, что обе они доказывают её универсальность. Эрика Гонзалес из Elle считает, что «All-American Bitch» — это «убийственная открывашка» и «такая же мощная, как и название, хотя [слушатели] не смогут понять это с первых нот». По её мнению, ударные в припеве бьют «как в истерике», а «мелодия качается от сладкого к кислому (простите за каламбур), от ангельского к хаотичному». Сравнивая Guts с «саундтреком к лучшей подростковой комедии начала 2000-х годов, которая никогда не существовала», The A.V. Club Мэри Кейт Карр посчитала, что эта песня подошла бы для саундтрека к «10 причин моей ненависти» 1999 года. После выхода песни «All-American Bitch» в сети TikTok появилось видео, в котором припев сравнивается с синглом Майли Сайрус 2008 года «Start All Over».

### Итоговые списки
| Публикация | Список                    | Ранг | Ссылка |
| ---------- | ------------------------- | ---- | ------ |
| BBC        | The Best Songs of 2023    | 5    | [ 17 ] |
| Esquire    | The 20 Best Songs of 2023 | N/A  | [ 18 ] |

## Чарты

### Еженедельные чарты
| Чарт (2023)                                  | Высшая позиция |
| -------------------------------------------- | -------------- |
| Австралия (ARIA)                             | 10             |
| Канада (Billboard Canadian Hot 100)          | 15             |
| Франция (SNEP)                               | 171            |
| Мир (Billboard Global 200)                   | 9              |
| Ирландия (Billboard)                         | 8              |
| Новая Зеландия (Recorded Music NZ)           | 7              |
| Португалия (AFP)                             | 34             |
| Сингапур (RIAS)                              | 22             |
| Швеция (Heatseeker, Sverigetopplistan)       | 7              |
| Великобритания (UK Singles Chart)            | 78             |
| Великобритания (Billboard)                   | 12             |
| Великобритания (UK Streaming, OCC)           | 13             |
| США (Billboard Hot 100)                      | 13             |
| США (Billboard Hot Rock & Alternative Songs) | 4              |

### Годовые итоговые чарты
| Чарт (2023)                                  | Позиция |
| -------------------------------------------- | ------- |
| США Hot Rock & Alternative Songs (Billboard) | 48      |